# Popis hrvatskih veleposlanika u Afganistanu
Republika Hrvatska i Islamska Republika Afganistan održavaju diplomatske odnose od 3. siječnja 1996. Sjedište veleposlanstva je u Ankari.

## Veleposlanici
Hrvatska nema rezidentno veleposlanstvo u Afganistanu. Veleposlanstvo Republike Hrvatske u Republici Turskoj pokriva Islamsku Republiku Afganistan, Kirgisku Republiku, Republiku Tadžikistan, Turkmenistan i Republiku Uzbekistan.
| Veleposlanik   | Postavljenje       | Opoziv             | Sjedište |
| -------------- | ------------------ | ------------------ | -------- |
| Gordan Bakota  | 18. ožujka 2010.   | 31. prosinca 2010. | Ankara   |
| Dražen Hrastić | 30. kolovoza 2011. | 31. kolovoza 2015. | Ankara   |

## Vanjske poveznice
- Afganistan na stranici MVEP-a